# 埼玉県道235号大間木蕨線

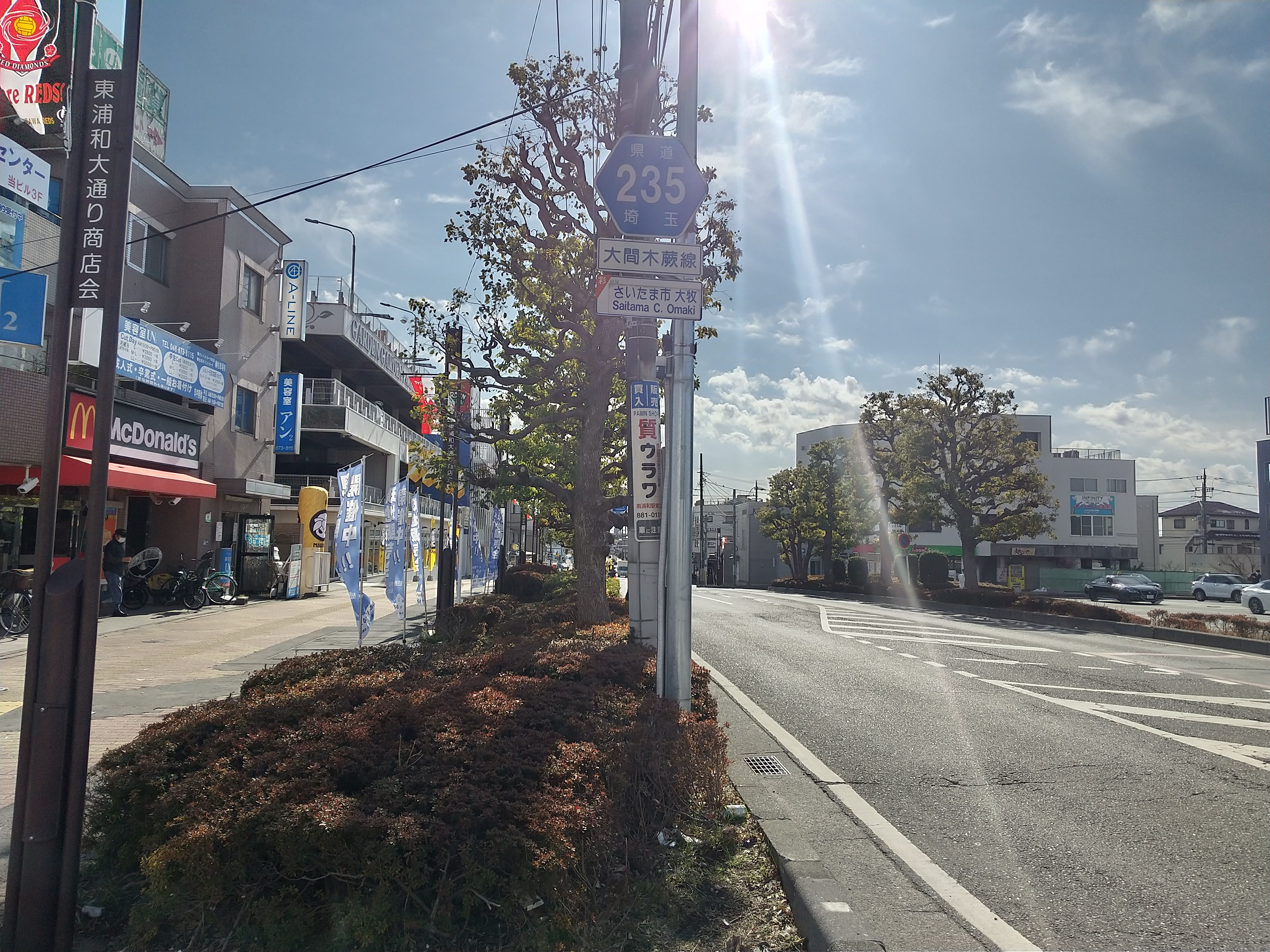
さいたま市緑区大牧付近

埼玉県道235号大間木蕨線（さいたまけんどう235ごう おおまぎわらびせん）は、埼玉県さいたま市緑区から同県蕨市に至る県道である。
終点付近は住宅街を縫うように通っており、短い距離を３回の右左折する区間がある。

## 路線概要
- 起点：さいたま市緑区東浦和（国道463号交点、東浦和駅入口交差点）
- 終点：川口市（埼玉県道117号蕨停車場線交点、蕨陸橋西交差点）
- 総距離：5,759m

## 通過する自治体
- 埼玉県
  - さいたま市（緑区）
  - 川口市

## 通称
- 東浦和駅前通り（さいたま市緑区 東浦和入口交差点 - 東浦和駅前交差点）

## 接続・交差する主な道路
| 交差する道路                              | 交差点名     | 所在地          | 最高速度 (km/h) |
| ----------------------------------------- | ------------ | --------------- | --------------- |
| 国道463号                                 | 東浦和駅入口 | さいたま市 緑区 | 50              |
| （梅の郷通り）                            |              | さいたま市 緑区 | 50              |
| （富士見坂通り）                          |              | さいたま市 緑区 | 50              |
| （東浦和駅北通り）                        |              | さいたま市 緑区 | 50              |
| 埼玉県道103号吉場安行東京線               | 東浦和駅前   | さいたま市 緑区 | 40              |
| 埼玉県道1号さいたま川口線（第二産業道路） | 柳崎1        | 川口市          | 40              |
| 埼玉県道34号さいたま草加線                | 伊刈         | 川口市          | 40              |
| 国道298号                                 | 伊刈消防分署 | 川口市          | 40              |
| 埼玉県道35号川口上尾線（産業道路）        | 芝宮根       | 川口市          | 30 区域         |
| 埼玉県道111号蕨桜町線                     | 蕨陸橋東     | 川口市          | 30 区域         |
| 埼玉県道117号蕨停車場線                   | 蕨陸橋西     | 蕨市            | 30 区域         |

## 重複区間
- 埼玉県道111号蕨桜町線（蕨陸橋東交差点 - 蕨陸橋西交差点）

## 沿線
- 東浦和駅
- 川口警察署柳崎交番
- 川口市消防局北消防署伊刈分署
- 川口市立前川小学校
- 川口市立芝小学校
- 蕨駅

## ギャラリー

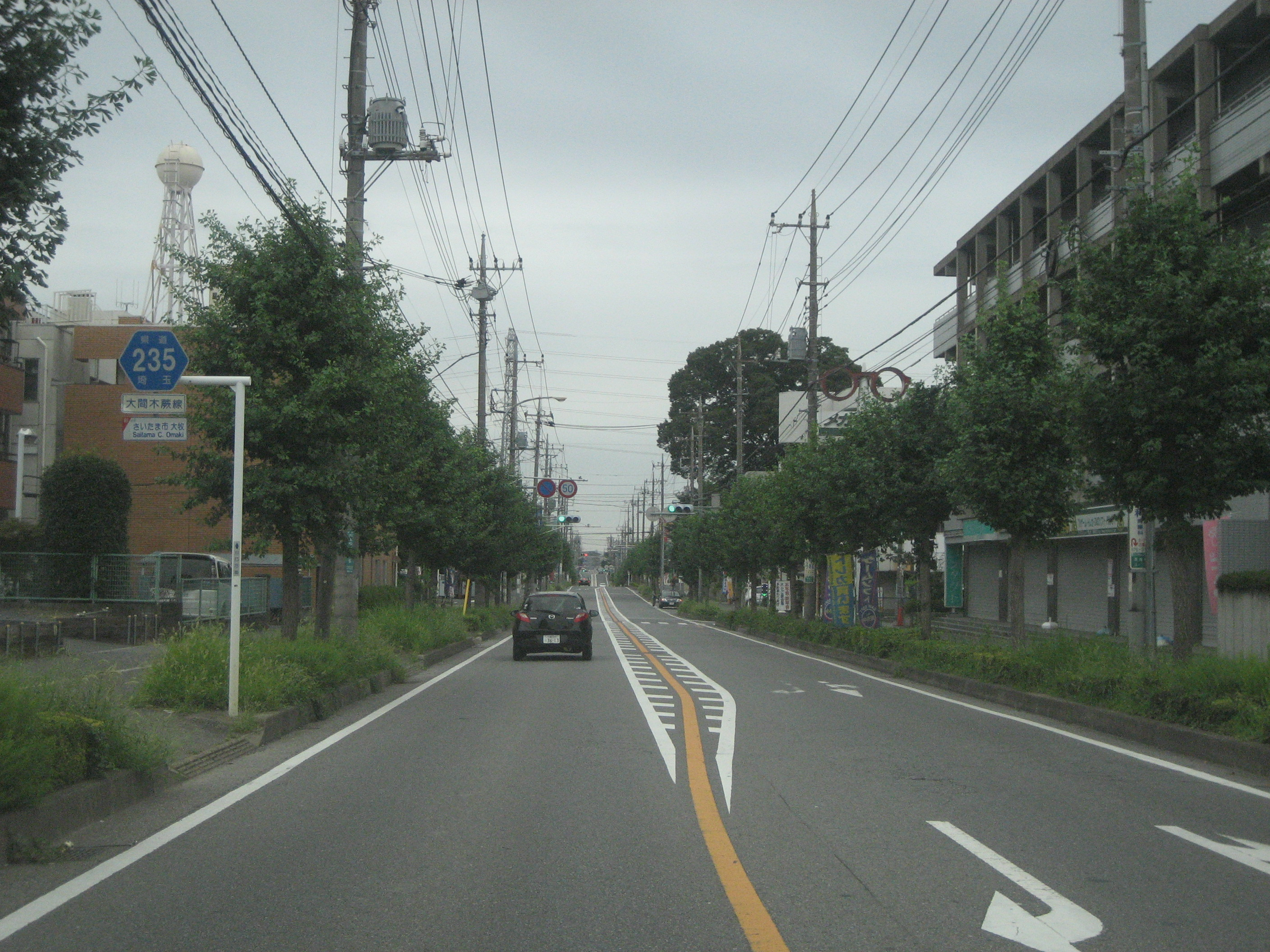
さいたま市緑区大牧付近（2008年）
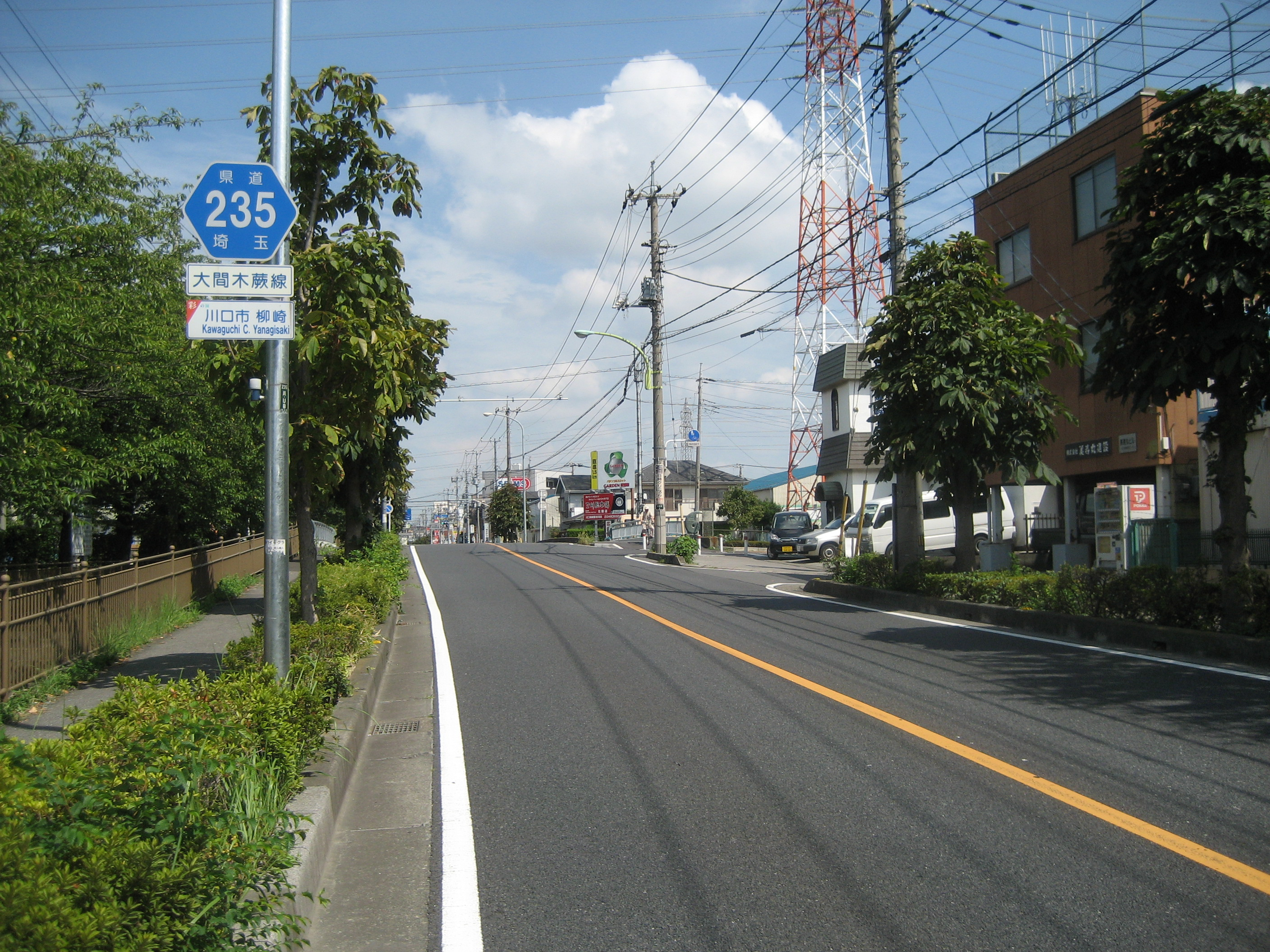
川口市柳崎付近